# セントフランシス・リバー (上陸火力支援艦)
|          |                      |
| 艦歴     |                      |
| 発注     |                      |
| 起工     | 1945年5月19日        |
| 進水     | 1945年6月16日        |
| 就役     | 1945年8月14日        |
| 退役     | 1970年4月17日        |
| その後   | スクラップとして売却 |
| 除籍     | 1970年4月17日        |
| 性能諸元 |                      |
| 排水量   | 994トン              |
| 全長     | 206 ft               |
| 全幅     | 35 ft 6 in           |
| 吃水     | 9 ft                 |
| 機関     |                      |
| 最大速   | 12ノット             |
| 乗員     | 141名                |
| 兵装     |                      |

セントフランシス・リバー (USS St. Francis River, LSMR/LFR-525) は、アメリカ海軍の火力支援艦。艦名はミシシッピ川の支流、セントフランシス川に因む。

## 艦歴
LSMR-525 は1945年5月19日にテキサス州ヒューストンのブラウン・シップビルディング社で起工した。1945年6月16日に進水し、1945年8月14日に就役した。
整調後不活性化を命じられた LSMR-525 は、1945年10月25日に大西洋予備役艦隊入りし、1946年3月28日に退役した。フロリダ州グリーンケーブスプリングスに係留、保管されたが、朝鮮戦争の勃発に伴い現役復帰が命じられる。1950年9月16日に再就役した LSMR-525 は、1951年7月17日に朝鮮海域の戦闘地帯入りし、元山の敵拠点に対してロケット攻撃を行った。LSMR-525 は日本を拠点として作戦活動に従事し、その年の秋まで元山に対して地上部隊への火力支援を行った。12月半ばにサンディエゴに帰還、1952年を通して同地に留まる。1953年1月12日にサンディエゴを出航、3月24日に韓国沖に到着すると、平壌および南浦の南西に位置する Sok To 防衛のための砲撃支援艦となる。休戦成立後 LSMR-525 はサンディエゴに帰還し、8月28日に到着した。およそ1年後の1954年9月20日、LSMR-525 は再び西へ向けて出航し、朝鮮戦争後初の配備に就く。1955年は定期任務に従事し、2月には大陳群島での中国国民党軍の撤退を援護した。その後西海岸に帰還すると LSMR-525 は第1艦隊での任務を再開する。10月1日にセントフランシス・リバー (USS St. Francis River) へと改名され、同年11月21日に退役、太平洋予備役艦隊入りした。
セントフランシス・リバーは1965年9月18日にサンフランシスコで再就役し、1966年2月8日にサンディエゴを出港、新たな母港の横須賀に向かった。日本から南へ向けて出航し、4月19日に南ベトナムのダナンに到着、メコンデルタにおいて地上部隊の支援任務に就く。カムラン湾で定期的に弾薬を補給し、オーバーホールは横須賀で行われた。
セントフランシス・リバーは1966年から1969年まで南ベトナムにおいて地上部隊支援のためのロケット攻撃を行った。この期間にセントフランシス・リバーを始めとする火力支援艦による地上部隊へのロケット弾による支援攻撃は、数多くの効果的な結果を達成することとなった。
1969年1月1日に LFR （上陸火力支援艦）へと艦種変更されたセントフランシス・リバーは、1970年4月17日に退役し、同日除籍された。その後1970年11月に佐世保において日商岩井アメリカ社にスクラップとして売却された。
LSMR-525は朝鮮戦争の戦功で3個の、ベトナム戦争の戦功で10個の従軍星章を受章した。